# Who You Are (album)
Who You Are este primul album de studio al cântareței britanice Jessie J, lansat pe data de 28 februarie 2011 în Marea Britanie și pe 12 aprilie in Statele Unite. Mai mulți producători au contribuit la acest album, inclusiv pe Dr.Luke, Toby Gad și K-Gee.